# Sophie Fjellvang-Sølling
Sophie Amalie Fjellvang-Sølling, née Norden le 25 avril 1981 à Gentofte au Danemark, est une skieuse acrobatique et skieuse alpine danoise.

## Biographie
Membre du club de ski de Copenhague, elle prend part à ses premières compétitions de ski alpin internationales en 1996, avant de déménager en Norvège à l'âge de seize ans. Elle fait ses débuts dans la Coupe du monde en janvier 2001 à Cortina d'Ampezzo et dispute au total dix-sept manches, essentiellement en slalom géant. À En 2003, elle reçoit sa première sélection pour des Championnats du monde à Saint-Moritz. La Danoise court aussi dans quatre autres éditions des Championnats du monde, se classant au mieux 45e du slalom géant en 2005. Cependant, elle échoue dans son objectif de participer aux Jeux olympiques d'hiver de 2006.
En 2004, la Danoise commence à se consacrer  au skicross et y obtient rapidement des résultats significatifs, se classant treizième lors de sa première compétition de Coupe du monde de ski acrobatique à Saas-Fee, avant de gagner en Coupe d'Europe à Hafjell. En 2007, elle enregistre son meilleur résultat dans un rendez-vous majeur, avec une neuvième place (quart de finaliste) aux Championnats du monde à Madonna di Campiglio. Lors de la saison 2008-2009, elle rejoint les demi-finales en Coupe du monde, avec une huitième place aux Contamines, puis sa première finale à Voss, où elle se retrouve quatrième. Elle est de nouveau quatrième San Candido en décembre 2009.
En 2010, elle prend part aux Jeux olympiques à Vancouver, où elle défile en tant que porte-drapeau de sa délégation à la cérémonie d'ouverture. Lors de la compétition de skicross, elle est éliminée en huitième de finale et prend le 21e rang final.
En 2011, elle dispute sa dernière compétition majeure en prenant part aux Championnats du monde de ski alpin à Garmisch-Partenkirchen. Au total, elle remporte seize titres de championne du Danemark en ski alpin.
Elle gagne la version danoise de Danse avec les stars en compagnie de Silas Holst, en 2011. Un an plus tard, son mari Nikolaj Fjellvang-Sølling, qui l'accompagnait lors de ses grandes échéances, meurt d'une crise cardiaque à 36 ans.
De nouveau mariée en 2015, elle est devenue instructrice de ski et commentatrice sportive notamment. Elle a aussi étudié pour devenir dentiste.

## Palmarès en ski acrobatique

### Jeux olympiques d'hiver
| Épreuve / Édition | Vancouver 2010 |
| Skicross          | 21e            |

### Championnats du monde
| Épreuve / Édition | Ruka 2005 | Madonna di Campiglio 2007 | Inawashiro 2009 |
| Skicross          | 24e       | 9e                        | 19e             |

### Coupe du monde
- Meilleur classement en skicross : 22e en 2010.
- Meilleur résultat : 4e (finaliste).

## Palmarès en ski alpin

### Championnats du monde
| Épreuve / Édition | Saint-Moritz 2003 | Bormio 2005 | Åre 2007 | Val d'Isère 2009 | Garmisch-Partenkirchen 2011 |
| Slalom géant      | Abandon           | 45e         | 50e      | 53e              | 69e                         |